# Mario Rodríguez Malpica
Mario Rodríguez Malpica Sáliva fue un marino y militar mexicano; alcanzó el grado de almirante. Era hijo de Hilario Rodríguez Malpica, que a su vez participó en el gobierno de Madero como secretario de Marina, así como hermano de Hilario Rodríguez Malpica Sáliva, quien murió en la batalla de Topolobampo durante la Revolución mexicana y su hermano mayor general de división Carlos Rodríguez Malpica Sáliva que luchó en la batalla de Río Blanco e inició la Marcha de la Lealtad.
Durante la Segunda Guerra Mundial, hizo vuelos de reconocimiento por las 2.ª, 3.ª, 4.ª y 9.ª zonas militares al lado del general Juan Felipe Rico el 11 de febrero de 1942. Fue comandante de la base naval de Isla Margarita perteneciente a la 3.ª Zona. El 8 de marzo se reunió con los generales Lázaro Cárdenas del Río, Juan Zertuche Carranco, Agustín Olachea, Reynaldo Pérez Gallardo, los coroneles Mediz Bolio, el mayor Arturo Dávila, el teniente de Marina Hurtado y Fulón y el subteniente Enrique Argüelles con el fin de ver los planes de emergencia de la zona. Recibió la Legión al Mérito del gobierno de los Estados Unidos. En 1945 participó en la firma de los documentos de las Naciones Unidas (ONU). Fue el último sobreviviente de la defensa del puerto Veracruz en 1914.